# ジャッキー・ファーゴ
ジャッキー・ファーゴ（Jackie Fargo、本名：Henry Faggart、1928年5月17日 - 2013年6月24日）は、アメリカ合衆国のプロレスラー。ノースカロライナ州コンコード出身。
ゴージャス・ジョージやバディ・ロジャースの影響下にある金髪の伊達男キャラクターとして、テネシーを主戦場に絶大な人気を獲得した。ジェリー・ローラーに先駆ける「元祖・テネシーの帝王」であり、"Southern Legend" の異名を持つ。

## 来歴
1950年代前半にデビューした後、ギミック上の兄弟であるドン・ファーゴ（ドン・スティーブンス）とのタッグチーム、ファビュラス・ファーゴ・ブラザーズ（The Fabulous Fargo Brothers）で活動。ヒールの金髪コンビとして、1957年3月30日にはニューヨークのマディソン・スクエア・ガーデンにてアントニオ・ロッカ&ミゲル・ペレスと世界タッグ王座を争った。その後もテネシーをはじめジョージアやシカゴなど各地区に参戦し、ジョージアでは1958年8月にスタン・リソワスキー&レジー・リソワスキーから世界タッグ王座を奪取した。
ドンとのコンビを解消後、1961年5月30日にボストン地区でベアキャット・ライトからAAC世界ヘビー級王座を奪取。6月3日にはテネシー州チャタヌーガにてパット・オコーナーのNWA世界ヘビー級王座に挑戦した。以降、ベビーフェイスに転じてニック・グラスの主宰するテネシーのNWAミッドアメリカ地区に定着し、1960年代全般に渡り同地区のスターとして活躍。1965年12月から1966年2月にかけては、当時アメリカ武者修行中だったカンジ・イノキことアントニオ猪木とも度々対戦しており、ヘイスタック・カルホーンをパートナーに猪木&ヒロ・マツダとのタッグマッチも行われた。1967年上期にはトージョー・ヤマモト&プロフェッサー・イトーとミッドアメリカ版のNWA世界タッグ王座を争い、1968年8月にはルー・テーズと組んで南部タッグ王座を獲得している。
1970年8月、日本プロレスに初来日。初戦では星野勘太郎を70秒で下し、テネシーで胸を貸した猪木とのシングルマッチも行われた。同じく初来日のアブドーラ・ザ・ブッチャーの活躍に食われ、日本ではインパクトを残すことはできなかったものの、円熟期に入った1970年代もテネシーのヒーローとなって活躍。ザ・シークなど他地区からスポット参戦してくる大物ヒールも迎撃した。1974年には若手ヒール時代のジェリー・ローラーを相手に南部ジュニアヘビー級王座を巡る抗争を展開、以降もローラーとは遺恨試合を繰り広げた。
1977年、NWAミッドアメリカの番頭格だったジェリー・ジャレットがローラーをエースにメンフィスにて新団体CWAを設立すると、1979年よりファーゴもCWAに移籍。フェイスターンしたローラーと新旧の帝王コンビを組み、オースチン・アイドル&ダッチ・マンテルやブロンド・ボンバーズ（ラリー・レイザム&ウェイン・ファリス）などのチームと対戦した。同年11月にはCWAに登場したニック・ボックウィンクルのAWA世界ヘビー級王座に連続挑戦。翌1980年6月には息子のランディ・ファーゴをパートナーに、ジプシー・ジョー&スカル・マーフィーからAWA南部タッグ王座を奪取した。その後はセミリタイアし、彼のニックネーム "The Fabulous One" をチーム名としたスティーブ・カーン&スタン・レーンのファビュラス・ワンズのマネージャー役などを担当。悪党マネージャーのジミー・ハートとも抗争し、1982年11月8日にはハートとのランバージャック・マッチが行われた。
1984年の引退後は、1991年にCWAの後継団体USWAに登場。1995年には、ジョー・ルダック、フィル・ヒッカーソン、エディ・ギルバートらと共に "Memphis Wrestling Hall of Fame" に迎えられている。2000年代前半には、盟友のジェリー・ジャレットが創設したTNAの興行に顔を見せた。
2013年6月24日死去（85歳没）。同年、NWA殿堂に迎えられた。

## 得意技
- アトミック・ニー・ドロップ
- フォアアーム・スマッシュ
- ドリル・ア・ホール・パイルドライバー
  - この他、影響を受けたバディ・ロジャースのステップ（ロジャース・ウォーク）をリック・フレアーに先んじてコピーしていた。

## 獲得タイトル
NWAミッドアメリカ / CWA
- NWA南部ジュニアヘビー級王座：5回[10]
- NWAミッドアメリカ・ヘビー級王座：3回[15]
- NWAミッドアメリカ・タッグ王座：5回（w / トージョー・ヤマモト×2、ジョージ・グラス×3）[16]
- NWA世界タッグ王座（ミッドアメリカ版）：15回（w / ドン・ファーゴ×9、ジョー・ファーゴ、マリオ・ミラノ、レン・ロッシー、ハーブ・ウェルチ、ロバート・フラー、ジェリー・ジャレット）[7]
- NWA南部タッグ王座（ミッドアメリカ版）/ AWA南部タッグ王座：22回（w / ドン・ファーゴ×2、レスター・ウェルチ×3、テックス・ライリー、マリオ・ミラノ×2、ソニー・ファーゴ×3、レン・ロッシー×2、ルー・テーズ、デニス・ホール、ジェリー・ジャレット×4、ドン・グリーン、ランディ・ファーゴ）[8]

アトランティック・アスレティック・コミッション
- AAC世界ヘビー級王座：1回[5]

ジョージア・チャンピオンシップ・レスリング
- NWA世界タッグ王座（ジョージア版）：1回（w / ドン・ファーゴ）[17]

NWAシカゴ
- NWA世界タッグ王座（シカゴ版）：1回（w / ドン・ファーゴ）[18]

ガルフ・コースト・チャンピオンシップ・レスリング
- NWA南部タッグ王座（ガルフ・コースト版）：1回（w / ジョーイ・ファーゴ、ジャック・ドノバン）[19]

ナショナル・レスリング・アライアンス
- NWA殿堂：2013年度[14]